# آكل نمل حرشفي آسيوي عملاق
آكل النمل الحرشفي الآسيوي العملاق (الاسم العلمي: Manis paleojavanica))، هو أحد الأنواع المنقرضة من أنواع آكل النمل الحرشفي (جنس البنغوليات) الذي يعتبر موطنه الأصلي في قارة آسيا.
في عام 1926؛ وصف أي. دوبوا عظام حيوان آكل النمل الحرشفي الآسيوي العملاق (الاسم العلمي: M. paleojavanica) التي كانت قد اكتشفت في جاوة. بعد ذلك، وفي وقت لاحق؛ كشف اللورد ميدواي عن مجموعة أخرى من العظام، وكان ذلك خلال حفريات في كهوف نيا في ماليزيا. في عام 1960، حدد ديرك آلبيرت هوجيير هذه العظام على أنها عظام تخص أنواع منقرضة من المخلوقات. عن طريق استخدام وسيلة التأريخ بالكربون المشع؛ تم تحديد هذه العظام التي تم اكتشافها بكهوف نيا على ان عمرها هو حوالي ما بين 42,000-47,000 سنة.